# Американский пирог представляет (серия фильмов)
«Американский пирог представляет» (англ. American Pie Presents) — это спин-офф серии фильмов франшизы «Американский пирог». Серия состоит из пяти фильмов: «Американский пирог представляет: Музыкальный лагерь» (2005), «Американский пирог представляет: Голая миля» (2006), «Американский пирог представляет: Переполох в общаге» (2007), «Американский пирог представляет: Книга любви» (2009) и «Американский пирог представляет: Правила для девочек» (2020), все из которых были сняты на видео. Ноа Левенштейн (Юджин Леви), персонаж оригинального сериала, появляется во всех фильмах (за исключением «Правил для девочек»).
29 сентября 2022 года The Hollywood Reporter сообщил, что в Universal 1440 работает еще один фильм «Американский пирог представляет». Разработкой и сценарием фильма занимается Суджата Дэй.

## Фильмы

### Американский пирог представляет: Музыкальный лагерь (2005)
Мэтт Стифлер хочет быть таким же, как его старший брат, сниматься в порнофильмах и хорошо проводить время в колледже. Младший брат Стифлера Мэтт после проделок в школе «приговорен» к летним каникулам в лагере для музыкантов; решив, что все равно терять нечего, он решил проделывать те же фишки, что и его старший брат. Все бы хорошо, но он не старший брат, плюс он влюбляется в одну из девушек лагеря. А отец Джима рассказывает всю правду о брате.

### Американский пирог представляет: Голая миля (2006)
Эрик Стифлер окончил школу, но это его не волнует, ведь у него большая проблема — он все ещё девственник. Он задумывает решить этот вопрос, и со своими друзьями едет к своему старшему брату Дуайту за помощью. Но Дуайт помогает братцу в своем стиле — он подбивает его к участию в традиционном забеге «Голая миля», а после закатывает самую отвязную вечеринку с кучей девиц и большой пьянкой.

### Американский пирог представляет: Переполох в общаге (2007)
Только что поступившие в университет Эрик, Бобби и Куз вступают в «Бета Хаус», самое крутое братство университета. Его президентом является легендарный Дуайт Стифлер. Однако весёлому препровождению молодых людей решает помешать вражеское братство зубрил. «Бета Хаус» вступает в борьбу за право на отличную гулянку. И вот они решили выяснить отношения, два самых сильных братства устраивают соревнования и прибегают к знаменитым «Студенческим Олимпийским играм».

### Американский пирог представляет: Книга любви (2009)
Действие фильма разворачивается в Грейт Фоллс, через десять лет после первого фильма «Американский пирог». Новыми героями этого фильма являются три новых неудачника: Роб, Нейтан и Льюб. Однажды Роб случайно поджигает школьную библиотеку, и во время уборки находит в ней размокшую книгу с надписью «Библия» на обложке. Но под этой обложкой находится совсем другая книга — «Книга любви» (или «Библия Секса»), пособие о том, как лишиться девственности, которое выпускники школы Ист Грейт Фоллс составляли на протяжении многих лет. Роб и его друзья пытаются воспользоваться информацией из книги, но большую её часть невозможно прочесть, и все их попытки ухаживать за девушками терпят крах. В конце концов друзья решают восстановить книгу и начинают обзванивать её предыдущих владельцев, чтобы заново собрать материал. Самым первым владельцем оказывается мистер Левенштейн. Он рассказывает ребятам историю создания книги и соглашается помочь им с поиском материала. Наконец друзья восстанавливают книгу полностью и отправляются в весёлую поездку, где и потеряют свою девственность.

### Американский пирог представляет: Правила для девочек (2020)
Наступает последний год обучения в Ист-Грейт-Фолс. Энни, Кайла, Мишель и Стефани решают использовать свою девичью силу и объединиться, чтобы добиться желаемого в последний год обучения в старшей школе..

## В ролях

### Американский пирог представляет: Музыкальный лагерь (2005)
| Актёр               | Роль                    |
| ------------------- | ----------------------- |
| Тэд Хилдженбринк    | Мэтт Стифлер            |
| Ариэль Кеббел       | Элис Хьюстон            |
| Юджин Леви          | мистер Левенштейн       |
| Мэтт Барр           | Брэндон Вандеркамп      |
| Джан Хи Ли          | Джими Чонг              |
| Кристл Лайтнинг     | Хлоя                    |
| Лоурен С. Мэйхью    | Арианна                 |
| Анджела Литтл       | Шари                    |
| Рэйчел Велтри       | Даниелла                |
| Джейсон Эрлс        | Эрни Каплович           |
| Крис Оуэн           | Чак Шерман / Шерминатор |
| Дженнифер Уолкотт   | Лори                    |
| Лили Марийе         | доктор Сьюзен Цой       |
| Джинджер Линн Аллен | медсестра               |

### Американский пирог представляет: Голая миля (2006)
| Актёр           | Роль                |
| --------------- | ------------------- |
| Джон Уайт       | Эрик Стифлер        |
| Джесси Шрэм     | Трэйси Стирлинг     |
| Стив Талли      | Дуайт Стифлер       |
| Росс Томас      | Райан Гримм         |
| Джэйк Сигел     | Майк «Круз» Крузмен |
| Юджин Леви      | Мистер Левенштейн   |
| Джордан Прентис | Рок                 |

### Американский пирог представляет: Переполох в общаге (2007)
| Актёр                | Роль                       |
| -------------------- | -------------------------- |
| Джон Уайт            | Эрик Стифлер               |
| Стив Талли           | Дуайт Стифлер              |
| Кристофер Макдональд | мистер Стифлер, отец Эрика |
| Меган Хефферн        | Эшли                       |
| Джейк Сигел          | Майк                       |
| Ник Нак              | Бобби                      |
| Кристин Барджер      | Мардж                      |
| Юджин Леви           | Ноа Левенштайн             |
| Джонатан Кельтц      | Уэсли                      |
| Италия Риччи         | Лора Джонсон               |
| Робби Амелл          | Ник Андерсон               |

### Американский пирог представляет: Книга любви (2009)
| Актёр                        | Роль                                 |
| ---------------------------- | ------------------------------------ |
| Баг Холл                     | Роб Ширсон                           |
| Кевин Хортон                 | Нейтан Дженкилл                      |
| Брэндон Хардести (англ.)рус. | Маршалл «Льюб» Лубецки               |
| Юджин Леви                   | мистер Левенштейн                    |
| Джон Патрик Джордан          | Скотт Стифлер                        |
| Бет Берс                     | Хайди, пассия Роба                   |
| Мелани Папалиа (англ.)рус.   | Дэна, девушка Нейтана                |
| Дженнифер Холланд            | Эшли, пассия Маршалла «Льюба»        |
| Луиза Литтон (англ.)рус.     | Имоджен, студентка из Великобритании |
| Шерман Хемсли (англ.)рус.    | священник                            |
| Кёртис Армстронг (англ.)рус. | Пит О’Доннелл, учитель               |
| Джим Уайнорски               | Эдди                                 |
| Розанна Аркетт               | Мадлен Ширсон, мама Роба             |
| Нико МакЭун                  | Коди, младший брат Роба              |
| Синди Басби                  | Эми                                  |
| Наоми Хьюэр                  | Элисон                               |
| Адриэнн Картер               | Кэти                                 |

### Американский пирог представляет: Правила для девочек (2020)
- Мэдисон Петтис — Энни
- Лиззи Бродвей — Стефани Стифлер
- Пайпер Курда — Кайла
- Наташа Бенхам — Мишель
- Дэррен Барнет — Грант
- Закари Гордон — Эммет
- Камерон Энджелс — Тим
- Зэйн Эмори — Джейсон
- Кристиан Вальдеррама — Оливер
- Сара Рю — директор Эллен Фишер
- Эд Куинн — Кевин
- Дэнни Трехо — Стив Гарсия

## Съёмочная команда
| Съёмочная команда/фильмы  | Фильмы                                              | Фильмы                                                    | Фильмы                                              | Фильмы                                       | Фильмы                                                    |
| Съёмочная команда/фильмы  | Американский пирог представляет: Музыкальный лагерь | Американский пирог представляет: Голая миля               | Американский пирог представляет: Переполох в общаге | Американский пирог представляет: Книга любви | Американский пирог представляет: Правила для девочек      |
| Съёмочная команда/фильмы  | 2005                                                | 2006                                                      | 2007                                                | 2009                                         | 2020                                                      |
| ------------------------- | --------------------------------------------------- | --------------------------------------------------------- | --------------------------------------------------- | -------------------------------------------- | --------------------------------------------------------- |
| Режиссёр                  | Стив Рэш                                            | Джо Нуссбаум                                              | Эндрю Уоллер                                        | Джон Путч                                    | Майк Эллиотт                                              |
| Продюсер                  | Майк Эллиотт                                        | В.К. Бордер                                               | В.К. Бордер                                         | Майк Эллиотт                                 | Джозеф П. Женьер Майк Эллиот Карен Городецки Эбби Лессану |
| Сценарист                 | Брэд Ридделл                                        | Эрик Линдсей                                              | Эрик Линдсей                                        | Дэвид Х. Стейнберг                           | Блейн Уивер Дэвид Х. Стейнберг                            |
| Композитор                | Роберт Фолк                                         | Джефф Кардони                                             | Джефф Кардони                                       | Дэвид Лоуренс                                | Тим Джонс                                                 |
| Кинематография            | Виктор Дж. Кемпер                                   | Эрик Хаазе                                                | Джеральд Пэкер                                      | Росс Берриман                                | Дэмиан Хоран                                              |
| Редактор                  | Дэнни Сапфир                                        | Дэнни Сапфир                                              | Род Дин Эндрю Сомерс                                | Джон Гилберт                                 | Мария Фризен Чарльз Норрис                                |
| Производственная компания | Rogue Pictures                                      | Neo Art & Logic Capital Arts Entertainment Rogue Pictures | Neo Art & Logic Rogue Pictures                      | Capital Arts Entertainment                   | Universal 1440 Entertaiment                               |
| Дистибьютор               | Universal Studios                                   | Universal Studios Home Entertainment                      | Universal Studios                                   | Universal Studios                            | Universal Studios Home Entertainment                      |
| Длительность              | 92 минуты                                           | 98 минут                                                  | 87 минут                                            | 94 минуты                                    | 95 минут                                                  |
| Дата выпуска              | 26 декабря 2005 г.                                  | 19 декабря 2006 г.                                        | 26 декабря 2007 г.                                  | 22 декабря 2009 г.                           | 6 октября 2020 г.                                         |

## Приём

### Кассовые сборы
| Фильм                                                | Дата выхода     | Сборы       | Сборы       | Бюджет      | Примечание |
| Фильм                                                | Дата выхода     | США         | Общемировые | Бюджет      | Примечание |
| ---------------------------------------------------- | --------------- | ----------- | ----------- | ----------- | ---------- |
| Американский пирог представляет: Музыкальный лагерь  | 31 октября 2005 | $33 000 000 | $33 000 000 | $15 000 000 | [ 7 ]      |
| Американский пирог представляет: Голая миля          | 12 декабря 2006 | $27 460 000 | $27 460 000 | $15 000 000 | [ 8 ]      |
| Американский пирог представляет: Переполох в общаге  | 10 декабря 2007 | $18 550 000 | $18 550 000 | $10 000 000 | [ 9 ]      |
| Американский пирог представляет: Книга любви         | 22 декабря 2009 | $5 200 000  | $5 200 000  | $10 000 000 | [ 10 ]     |
| Американский пирог представляет: Правила для девочек | 6 октября 2020  | $4 700 000  | $4 700 000  | $10 000 000 | [ 11 ]     |
| Всего                                                | Всего           | $88 910 000 | $88 910 000 | $60 000 000 |            |

### Отзывы
| Фильм               | Rotten Tomatoes   | IMDb               | Кинопоиск |
| ------------------- | ----------------- | ------------------ | --------- |
| Музыкальный лагерь  | 17% (6 рецензий)  | 5.0 (75000 оценок) | 5.6/10    |
| Голая миля          | 0% (5 рецензий)   | 5.1 (74000 оценок) | 4.9/10    |
| Переполох в общаге  | 0% (3 рецензии)   | 5.3 (67000 оценок) | 5.3/10    |
| Книга любви         | 0% (1 рецензия)   | 4.7 (49000 оценок) | 5.0/10    |
| Правила для девочек | 30% (10 рецензий) | 3.9 (10000 оценок) | 4.8/10    |

Фильмы серии "Американский пирог представляет", которые являются спин-оффами серии "Американский пирог", были встречены разнообразными отзывами, в целом негативными.